# Francesco Sioli

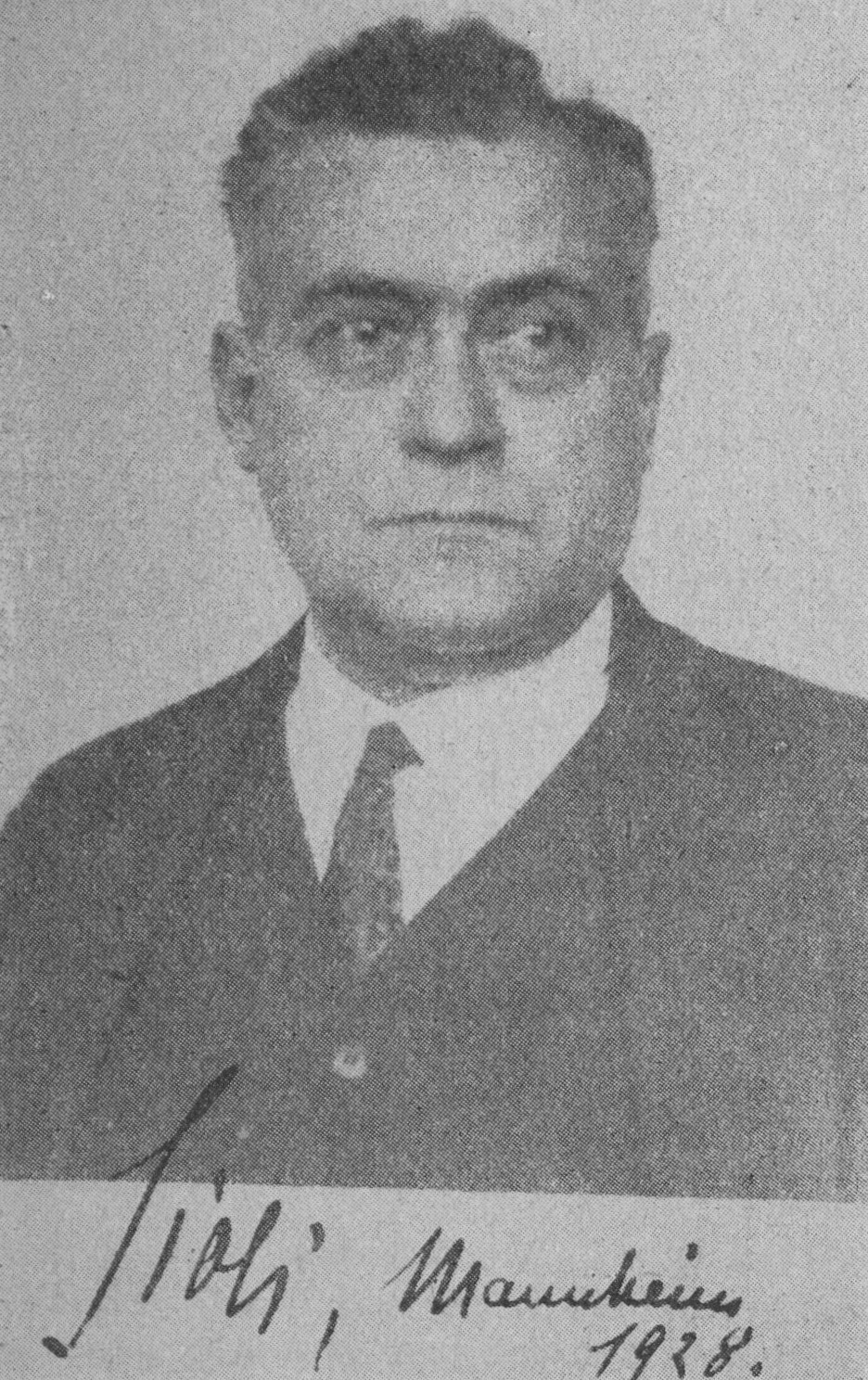
Francesco Sioli, um 1928

Francesco Sioli, eigentlich Siegfried Franz Peter (* 31. März 1878 in Oschersleben; † 15. Juni 1958 in Plön) war ein deutscher Theaterintendant italienischer Abstammung. 

## Leben und Wirken
Der Sohn eines aus Italien stammenden Apothekers studierte von 1895 bis 1897 Musikwissenschaften am Leipziger Konservatorium. Er entschied sich dann für eine Theaterkarriere. Er wurde zunächst Schauspieler und trat an den Theatern in Flensburg, Metz, Görlitz, Würzburg, Frankfurt am Main und Breslau auf. Schließlich erhielt Sioli 1908 die Möglichkeit, die künstlerische Leitung und die Direktion des Stadttheaters in Tilsit zu übernehmen, welche er bis 1913 wahrnahm. Wie schon seine Vorgängerin Ludmilla Hannemann bevorzugte Sioli das Schauspiel und unter seiner Leitung wurden nur gelegentlich auch Operetten und Opern dargeboten, wobei letztere als so genannte Monatsopern jeweils im April der Jahre 1909 bis 1912 aufgeführt wurden. Zu diesem Zweck engagierte Sioli auch auswärtige Künstler, da das Theater in Tilsit selbst für derartige größere Aufführungen personell nicht aufgestellt war. Eines seiner Hauptanliegen war zu dieser Zeit bereits die Nachwuchsarbeit und so bedeutete die künstlerische Tätigkeit unter der Leitung von Sioli unter anderem beispielsweise für die noch jungen Schauspieler Curt Elwenspoek, Fritz Rasp aber auch für den Schriftsteller Alfred Brust einen entscheidenden Schritt für ihre zukünftige Karriere.
Ab 1913 übernahm Sioli bis zum Beginn des Ersten Weltkrieges die Leitung des Stadttheaters in Halberstadt, musste zwar ein Jahr später bis 1918 seinen Kriegsdienst an der Front ableisten, wurde aber nach seiner Rückkehr wieder als Intendant in Halberstadt weiterbeschäftigt. Im Jahr 1921 wechselte er zum ersten Mal nach Aachen, wo er die Intendanz am Theater Aachen übernahm, die bisher nur kommissarisch besetzt gewesen war. Hier blieb er bis 1924 und folgte dann einem Ruf an das Nationaltheater Mannheim, nachdem er zuvor eine entsprechende Stellung am Landestheater Oldenburg zu Gunsten von Richard Gsell abgelehnt hatte. In Mannheim setzte sich Sioli wiederum vor allem für eine Förderung des Nachwuchses und für eine Verjüngung seiner Mitarbeiter ein, unter welchen sich die damaligen Hoffnungsträger Gustav Rudolf Sellner, Ernst Langheinz und der aus Aachen mitgebrachte Willy Birgel befanden. Ferner berief  er in sein Leitungsteam unter anderem Hermann Wlach als neuen Oberspielleiter und Heinz Dietrich Kenter, welcher ebenfalls ein Weggefährte aus Aachen war, als Regisseur. Mit diesem neuen Personal bewirkte Sioli eine Modernisierung des Spielplanes, woraus sich eine Vielzahl von Ur- und Erstaufführungen zeitgenössischer Musikwerke und Dramen der Gegenwartsliteratur wie beispielsweise von Carl Zuckmayer, Georg Kaiser, Klabund und Wolfgang Goetz, entwickelte. Ebenfalls vollzog unter seiner Leitung die Musikalisierung des Sprechtheaters einen maßgeblichen Wandel. Als Kontrast dazu setzt Sioli die Tradition der Shakespeare-Inszenierungen sowie die Aufführung von ausgesuchten Opern fort.
Im Jahr 1933 folgte Sioli einem erneuten Ruf an das Theater in Aachen, wo er als Nachfolger des nach Hamburg gewechselten Heinrich Karl Strohm ein zweites Mal die Intendanz übernahm. Ein Jahr später beendete er sein Engagement, da er wegen seiner sozialkritischen und progressiven Aufführungen mit Goebbels in Konflikt geriet. Erst nach dem Zweiten Weltkrieg trat er als Leiter und dann bis 1949 als Dozent für Musik und Schauspiel in seiner alten Heimatstadt Halle an der Saale wieder in Erscheinung.